# Polarność

Cząsteczka wody jest polarna; jej moment dipolowy wynosi 1,85 D

Cząsteczka CO2 jest apolarna, czyli jej moment dipolowy wynosi 0

Polarność – właściwość indywiduów chemicznych polegająca na występowaniu w nich elektrycznego momentu dipolowego w wyniku nierównomiernego rozłożenia cząstkowych ładunków elektrycznych w ich objętości.
Większość cząsteczek jest obojętna elektrycznie. Jednak w wielu z nich występują wiązania chemiczne z elektronami mocno przesuniętymi w stronę jednego ze związanych atomów. Powoduje to występowanie w cząsteczce większej gęstości ładunku ujemnego w jednym miejscu i mniejszej w innym, dzięki czemu staje się ona dipolem elektrycznym.
Przykładem takiej cząsteczki jest woda H−O−H (H
2O). Elektrony w wiązaniach H−O są silnie przesunięte w stronę atomu tlenu, co powoduje, że na tym atomie zbiera się cząstkowy ładunek ujemny, a na atomach wodoru cząstkowy dodatni. Kąt wiązań H−O−H to ok. 104,5°. To powoduje, że od strony atomu tlenu cząsteczka wody jest naładowana ujemnie, a od strony atomów wodoru dodatnio.
W przypadku wielu związków chemicznych pomimo tego, że wiązania są spolaryzowane, na skutek symetrii budowy cząsteczka może pozostawać apolarna, np. dwutlenek węgla CO
2, tetrachlorek węgla CCl
4, benzen C
6H
6.
Polarne związki mają szereg własności, których nie mają cząsteczki apolarne. Są one np. w stanie solwatować, czyli otaczać inne cząsteczki, o ile te inne cząsteczki też wykazują własności polarne, co powoduje, że ciekłe związki polarne są dobrymi rozpuszczalnikami związków jonowych i innych związków polarnych. Cząsteczki polarne mają zwykle wyższe temperatury przejść fazowych (topnienie, krystalizacja, wrzenie itp.) niż analogiczne cząsteczki apolarne o zbliżonej budowie i masie cząsteczkowej. Najczęściej jest to efektem tworzenia przez nie wiązań wodorowych i silnych oddziaływań typu dipol–dipol.
Jako miarę polarności rozpuszczalników wykorzystuje się czasem wartość ich względnej przenikalności elektrycznej.